# Extensie (taalkunde)
Extensie is in de taalkunde het geheel van de betekenissen van een woord. Zij is tegengesteld aan het begrip comprehensie (inhoud). De extensie van het woord insect is groter, maar de comprehensie is kleiner dan die van het woord mug. Maar de extensie van mug is weer groter dan die van malariamug. 
Het is eenvoudig in te zien dat extensie en inhoud zich omgekeerd tot elkaar verhouden: als men alles wat zich voortbeweegt, zich voedt en een stofwisseling heeft een dier noemt, dan neemt de inhoud van het begrip toe als men er bij zegt dat het ook nog met een redelijk verstand begaafd is, maar de extensie neemt af omdat er dan alleen nog maar mensen onder vallen.